# Дуванкойська волость
Дуванкойська волость — адміністративно-територіальна одиниця Сімферопольського повіту Таврійської губернії.
Станом на 1886 рік складалася з 16 поселень, 13 сільські громади. Населення — 3748 осіб (1982 осіб чоловічої статі та 1767 — жіночої), 729 дворових господарств.
|                     | Площа, десятин | У тому числі орної, дес. |
| ------------------- | -------------- | ------------------------ |
| Сільських громад    | 9770           | 4221                     |
| Приватної власності | 32177          | 18947                    |
| Казенної власності  | 5635           | 30                       |
| Іншої власності     | 8470           | 6462                     |
| Загалом             | 56052          | 29660                    |

Поселення волості:
- Дуванкой — село при річці Бельбек за 45 верст від повітового міста, 890 мешканців, 168 дворів, 2 мечеті, школа, поштова станція, 6 лавок, 3 пекарні, 3 харчевні. За 3 версти — мечеть, цегельний завод, поташний завод, лавка. За 4 версти — православна церква, винокурний завод. За 6 верст — православна церква. За 8 верст — 2 мечеті, лавка. За 10 верст — мечеть. За 14 верст — мечеть. За 16 верст — мечеть. За 18 верст — 3 мечеті. За 20 верст — 2 мечеті, кузня. За 22 версти — мечеть, лавка. За 2 версти — залізнична станція Бельбек. За 9 верст — 2 казарми.
- Аджикой — село, 137 мешканців, 26 дворів, мечеть.
- Аранчи — село при річці Кача, 182 мешканці, 57 дворів, православна церква, мечеть, 2 лавки.
- Ґьолюмбей — село при річці Кача, 165 мешканців, 42 двори, мечеть.
- Калимтай — село при річці Кача, 210 мешканців, 43 двори, мечеть, 2 лавки.
- Камишли — село, 358 мешканців, 76 дворів, мечеть, лавка.
- Мамашай — село при річці Кача, 369 мешканців, 59 дворів, мечеть, лавка.
- Орта-Кіссек-Ортакой — село, 257 мешканців, 53 двори, мечеть, лавка.
- Тарханлар — село при річці Альма, 211 мешканців, 47 дворів, мечеть, лавка.
- Тастопе — село при річці Кача, 53 мешканці, 11 дворів, мечеть.
- Тончикой — село при річці Кача, 23 мешканці, 6 дворів, мечеть.
- Чоткара — село при річці Кача, 144 мешканці, 30 дворів, мечеть.
- Ескель — село при річці Кача, 172 мешканці, 40 дворів, мечеть, лавка.
- Ефендікой — село при річці Кача, 87 мешканці, 11 дворів, мечеть.